# Bahrains provinser
Bahrains provinser, även kallade guvernement, är första nivåns administrativa indelning i Bahrain. Landet är indelat i fyra provinser (arabiska: محافظة, muhafaza, plural: muhafazat) som i sin tur är indelade i mindre valkretsar.
Fram till och med 3 juli 2003 var Bahrain indelat i tolv kommuner, därefter fem provinser till september 2014, då Centralprovinsen avskaffades.

## Lista över Bahrains provinser

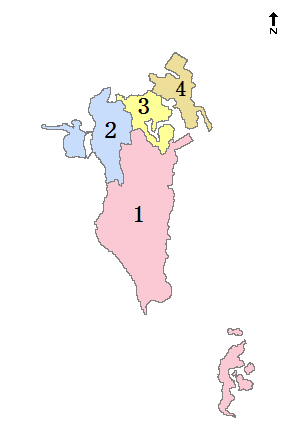
Bahrains provinser

| Nr | Provins             | Yta (km²) | Invånare (2014 års uppskattning) |
| -- | ------------------- | --------- | -------------------------------- |
| 1  | Södra provinsen     | 438       | 155 000                          |
| 2  | Norra provinsen     | 141       | 305 000                          |
| 3  | Huvudstadsprovinsen | 38        | 497 000                          |
| 4  | Muharraq            | 56        | 202 000                          |

## Bahrains gamla kommunindelning
| Karta                                   | Tidigare kommuner |
| --------------------------------------- | ----------------- |
|                                         |                   |
| 1. Al Hidd                              |                   |
| 2. Manama                               |                   |
| 3. Western Region                       |                   |
| 4. Central Region                       |                   |
| 5. Northern Region                      |                   |
| 6. Muharraq                             |                   |
| 7. Ar Rifa' wa al Mintaqah al Janubiyah |                   |
| 8. Jidhafs                              |                   |
| 9. Madinat Hamad                        |                   |
| 10. Madinat 'Isa                        |                   |
| 11. Hawaröarna                          |                   |
| 12. Sitra                               |                   |